# Силуан
Силуан је хришћански светитељ. Био је комедијант глумећи се над свим и сваким. Потом, када је поверовао у Христа, постао учеником светог Пахомија. Преподобни Силуан је говорио: "Готов сам живот свој дати само да бих добио опроштај грехова".
Српска православна црква слави га 15. маја по црквеном, а 28. маја по грегоријанском календару.